# Прелучи (Салаж)
Прелучи (рум. Preluci) насеље је у Румунији у округу Салаж у општини Лозна. Oпштина се налази на надморској висини од 208 m.

## Становништво
Према подацима из 2002. године у насељу је живело 224 становника, од којих су сви румунске националности.